# 茶志内駅
茶志内駅（ちゃしないえき）は、北海道美唄市茶志内町にある北海道旅客鉄道（JR北海道）・日本貨物鉄道（JR貨物）函館本線の駅である。JR北海道の駅番号はA17。事務管理コードは▲130137。

## 歴史

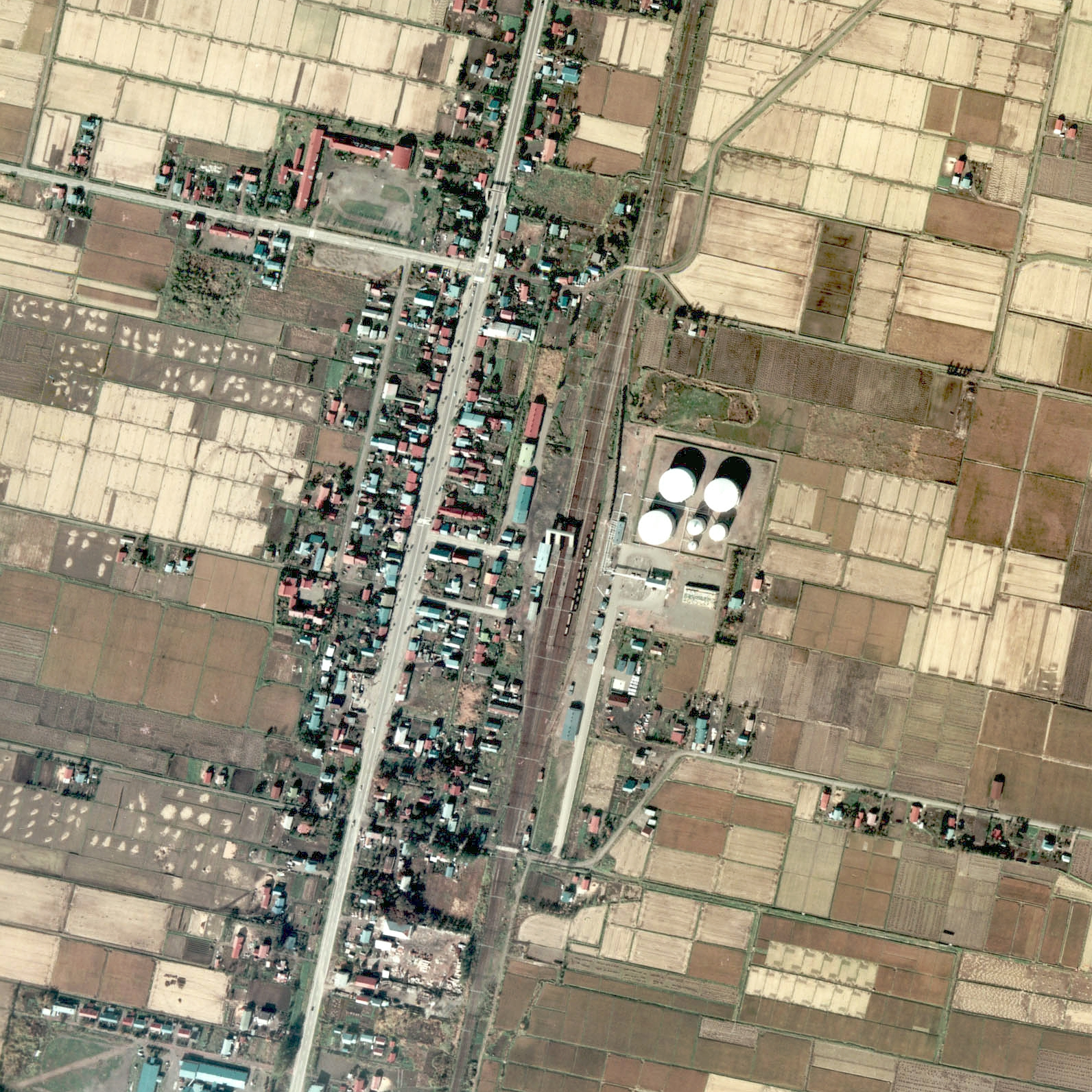
1976年の茶志内駅と周囲1 km範囲。上が函館本線旭川方面。かつて旭川方踏切付近から、北東方向（右上）の日東にあった三菱鉱業茶志内炭鉱へ向けて、畑の中を斜めに真っ直ぐに敷かれた専用線が分岐していたが、並行して敷かれていた道だけが残されている。

- 1916年（大正5年）7月15日：鉄道院の駅として開業[1]。一般駅[1]。
- 1952年（昭和27年）3月：三菱鉱業茶志内炭礦専用鉄道が開業。
- ?（昭和30年代）：上村炭鉱専用線設置。
- 1964年（昭和39年）：駅舎改築竣工[4]。
- 1967年（昭和42年）7月1日：三菱鉱業専用鉄道廃止[4]。
- 1968年（昭和43年）：道立身体障害者更生指導所の開設と電化工事に伴い跨線橋設置[4]。
- 1984年（昭和59年）2月1日：荷物の取扱いを廃止[1]。
- 1986年（昭和61年）11月1日：駅員無配置駅となる[5]。
- 1987年（昭和62年）4月1日：国鉄分割民営化により、北海道旅客鉄道（JR北海道）・日本貨物鉄道（JR貨物）の駅となる[1]。
- 1997年（平成9年）12月19日：無人化。
- 2002年（平成14年）6月4日：貨物列車の最終運行日。これ以降貨物列車の発着がなくなる。
- 2007年（平成19年）10月：駅番号設定。
- 2013年（平成25年）5月5日：旭川発札幌行き特急「スーパーカムイ」6号で、1号車の床下の車軸付近から出火。当駅で臨時停車し、車掌が消火器で消し止めた[6]。
- 2024年（令和6年）3月16日：ICカード「Kitaca」の利用が可能となる[7][8][9]。

### 駅名の由来
所在地名より。アイヌ語に由来し、有力な説としては「砦（チャシ）・川」を表す「チャシナイ（casi-nay）」と言われているが、周囲に砦があった伝説は無い。
このほか、「柴木・川」を表す「チャㇱナイ（cas-nay）」とする説もある。

## 駅構造
単式ホーム・島式ホーム複合型2面3線を有する地上駅。ホーム番号は駅舎側から順に4、3、2番線となっており、ホームの無い1番線は非電化の側線となっている。かつては島式ホーム2面4線の構造であったが、最も駅舎側の1線（5番線）が剥がされ、駅舎から4番ホームへは跨線橋無しで入る事が可能になった。
現在は無人駅であるが、貨物列車が発着していたため1997年まで駅員が配置されていた。

### のりば
駅舎側より記載。
| 番線 | 路線      | 方向 | 行先             |
| ---- | --------- | ---- | ---------------- |
| 4・3 | ■函館本線 | 下り | 滝川・旭川方面   |
| 2    | ■函館本線 | 上り | 岩見沢・手稲方面 |

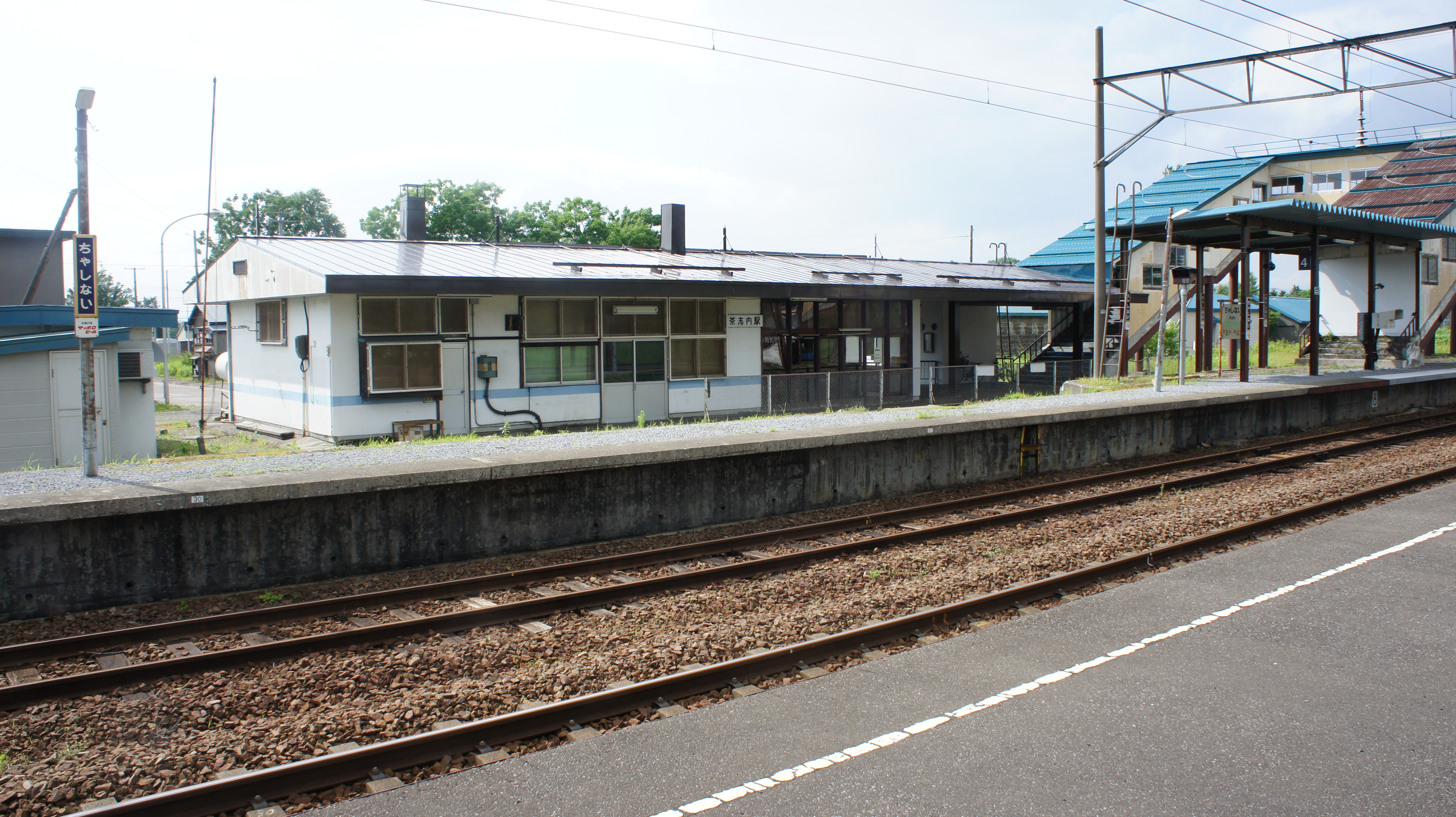
ホームから駅舎を望む（2017年7月）
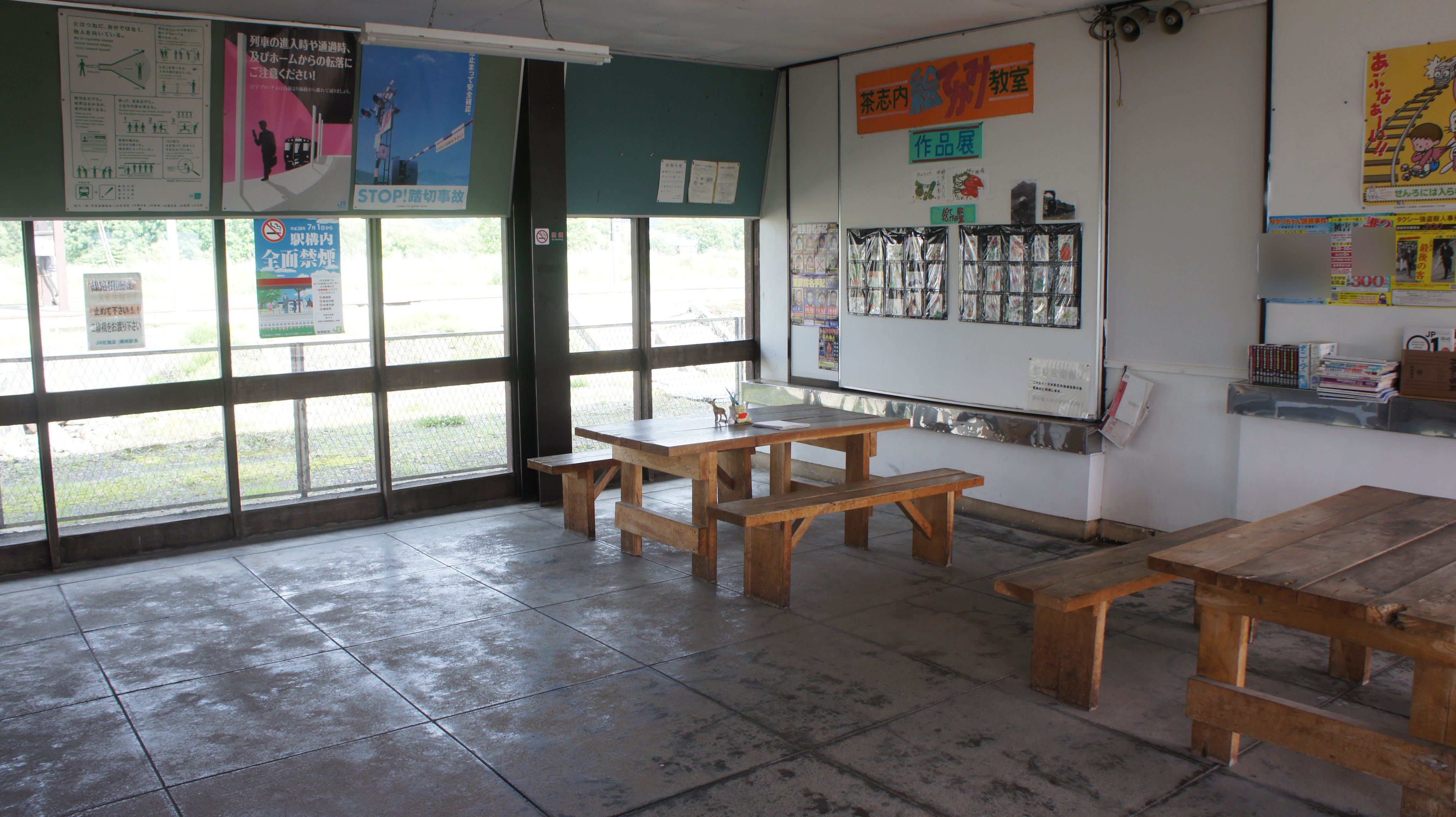
待合室（2017年7月）
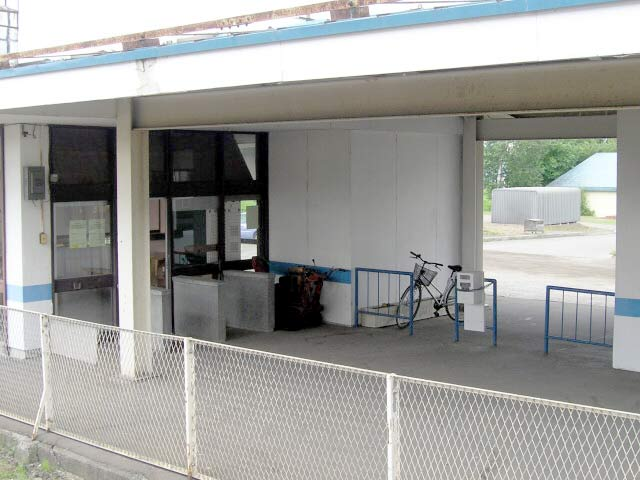
昔の姿が残る改札口と集札口（2004年7月）
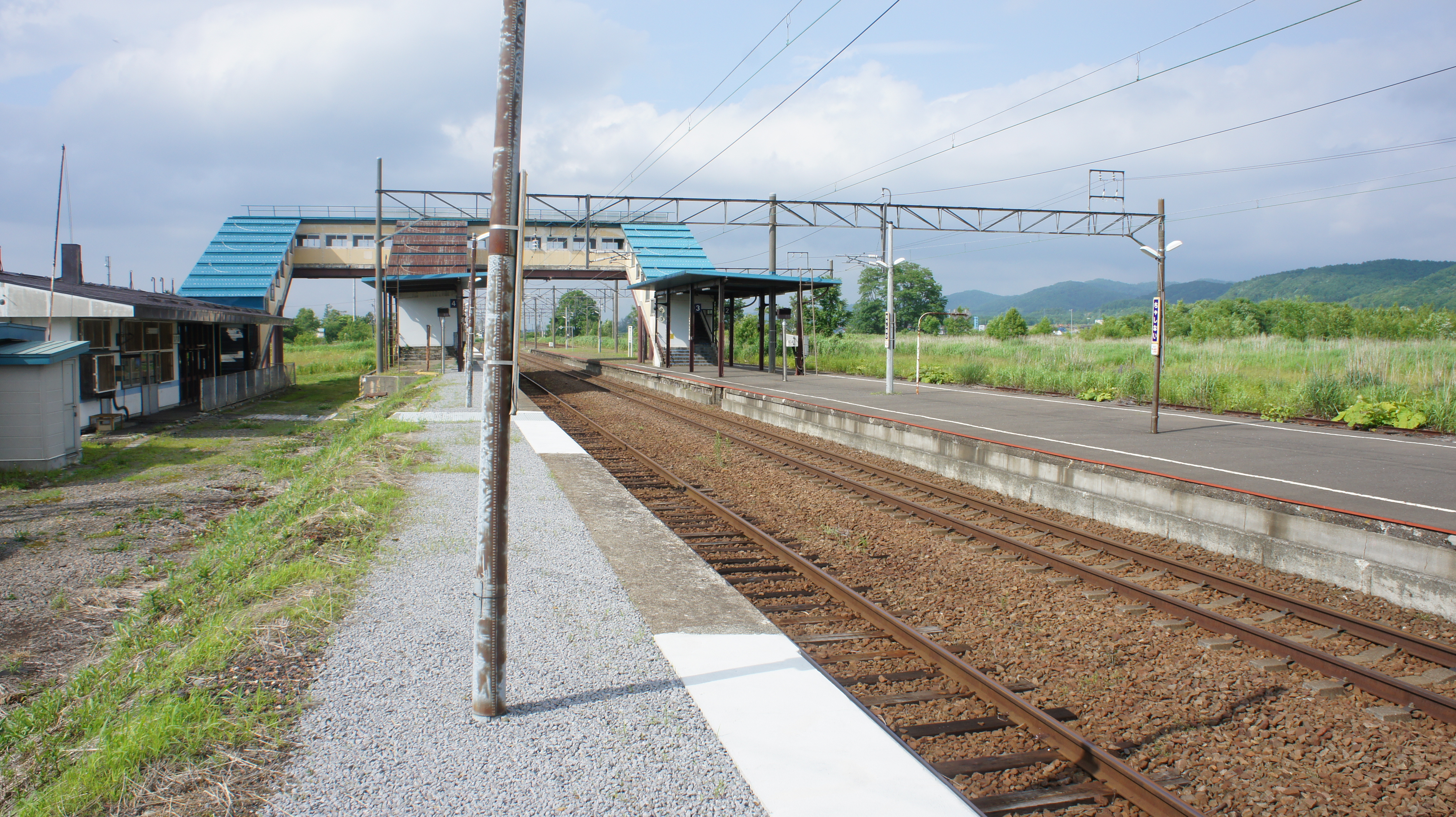
ホーム（2017年7月）
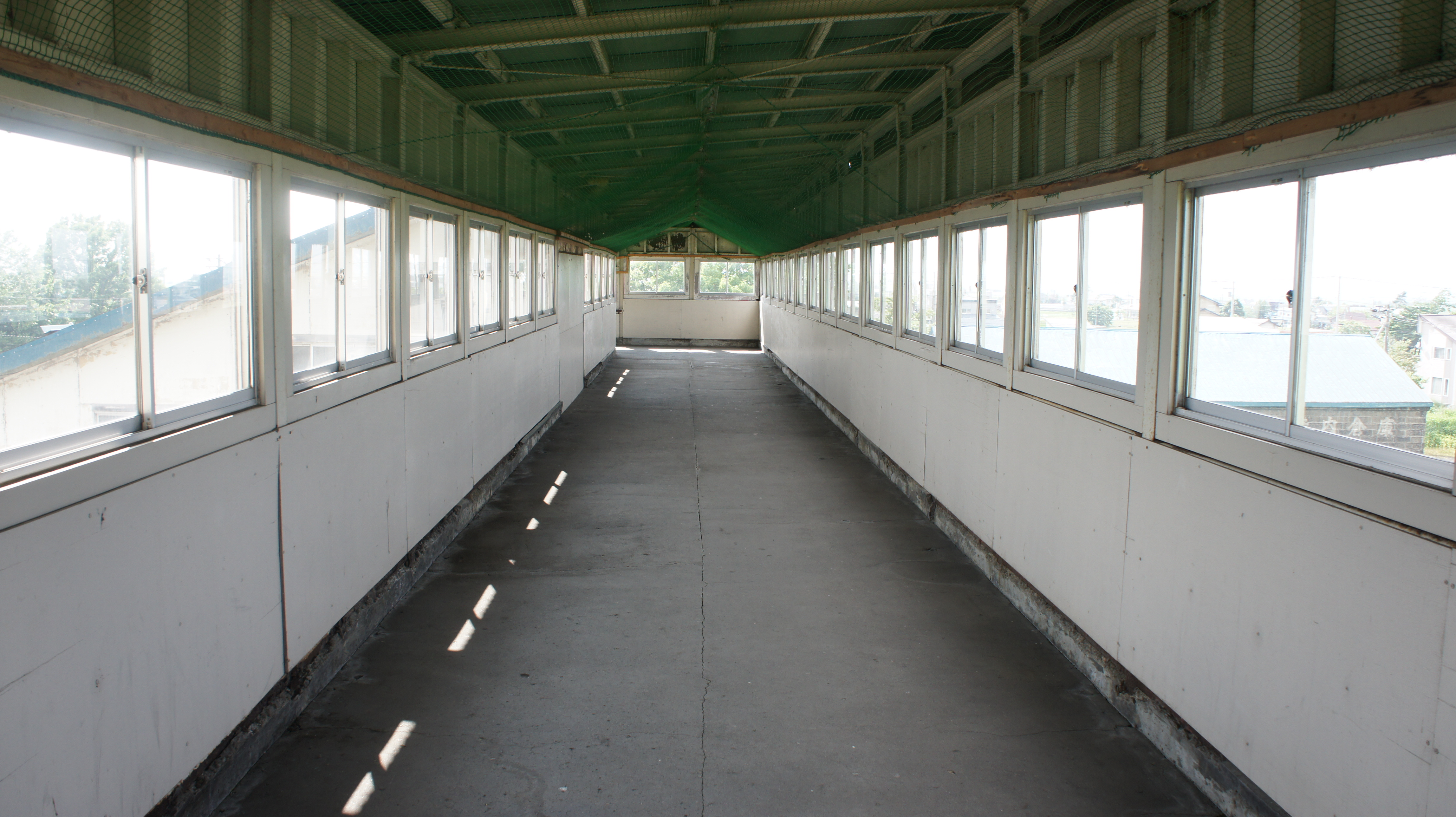
跨線橋（2017年7月）

## 貨物取扱
現在、JR貨物の駅は車扱貨物の臨時取扱駅となっている。貨物列車の発着はなく、貨物設備や接続する専用線もない。
かつて、駅の東側には新日本石油美唄油槽所があり、その荷役設備へ続く専用線もあった。この路線は石油輸送に使用されていたため、本輪西駅と当駅の間に石油輸送列車が運行されていた。統廃合により油槽所が閉鎖されることになったため、2002年（平成14年）6月3日の到着、翌4日の貨車の返送を最後に専用線は廃止された。

## 利用状況
2014年（平成26年）度の1日平均乗車人員は16人である。近年の1日平均乗車人員は以下の通りである。
| 年度               | 1日平均 乗車人員 | 出典   |
| ------------------ | ---------------- | ------ |
| 1951年（昭和26年） | 732              | [ 12 ] |
| ：                 |                  |        |
| 1960年（昭和35年） | 691              | [ 13 ] |
| ：                 |                  |        |
| 2009年（平成21年） | 24               | [ 14 ] |
| 2010年（平成22年） | 26               | [ 14 ] |
| 2011年（平成23年） | 29               | [ 14 ] |
| 2012年（平成24年） | 17               | [ 11 ] |
| 2013年（平成25年） | 19               | [ 11 ] |
| 2014年（平成26年） | 16               | [ 11 ] |

## 駅周辺
小さな集落がある。
- 国道12号
- 美唄警察署茶志内駐在所
- 茶志内郵便局
- 北海道中央バス（滝川営業所）、美唄市民バス「茶志内」停留所[15][16]

## 隣の駅
北海道旅客鉄道（JR北海道）
■函館本線
美唄駅 (A16) - 茶志内駅 (A17) - 奈井江駅 (A18)